# Beck (Manga)
Beck (jap. ベック, Bekku) ist eine Manga-Serie des japanischen Zeichners Harold Sakuishi, die auch als Anime-Serie umgesetzt wurde. Sie richtet sich an Jugendliche und lässt sich dem Shōnen-Genre zuordnen.
In der über 6.000 Seiten umfassenden Serie geht es um die Rockmusik-Szene in Japan und um den Kampf, in der Musikbranche Erfolg zu haben. Der Name der Serie kommt von dem gleichnamigen, in der Serie vorkommenden Hund Beck, nach dem die im Vordergrund stehende Musikgruppe benannt ist.

## Handlung
Die Geschichte handelt von dem vierzehnjährigen Schüler Yukio „Koyuki“ Tanaka, der in seine Sandkastenfreundin verliebt ist. Er lernt zufällig den sechzehnjährigen Ryusuke kennen, als er dessen Hund Beck rettet. Dafür rettet Ryusuke, der fließend Englisch spricht, Koyuki und seine Freunde vor einer Bande von gemeinen Schlägern. Die zwei werden Freunde, und da Ryusuke ein begnadeter Gitarrist und Rockmusik-Fan ist, kommt auch Koyuki bald auf den Geschmack dieses Musik-Genres.
Er tritt Ryusukes Band Beck bei und erkennt bald sein instrumentales und gesangliches Talent. In Beck, die nach Ryusukes gleichnamigen Hund benannt ist, sind neben Ryusuke und Koyuki auch der Sänger Chiba, der Bassist Taira und der Schlagzeuger Saku. Yukio wird von Mitgliedern der weltweit überaus erfolgreichen Band Dying Breed, deren Mitglieder mit Ryusuke befreundet sind, bei einem Konzert auf die Bühne gebeten, um einen Song darzubieten. Das Konzert wird international vermarktet und verschafft Koyuki einen Bekanntheitsgrad. Koyuki arbeitet nach Schulschluss  als Kellner und in anderen Jobs, während er sich in seiner Freizeit auf die Band konzentriert und sich mit Ryusukes Schwester Maho trifft.
Beck schafft es von Konzerten auf kleinen Indie-Bühnen und einer selbstveröffentlichten CD in Japan und den USA bis zu einem aufsehenerregenden Auftritt beim vielbesuchten Festival Grateful Sound, der allerdings auch die vorzeitige Trennung der Bandmitglieder markiert. Chiba, Saku, Taira und Koyuki machen unter dem Bandnamen Mongolian Chop Squad als Vorband eine Tour durch Amerika. In Seattle stößt Ryusuke dazu und die Band ist wieder vereint.
Zurück in Japan arbeiten die fünf in diversen Jobs und sparen Geld, um eine professionelle Veröffentlichung eines Albums bei einem Label zu verwirklichen. Bei einem kleinen Indie-Label erhalten sie einen Vertrag für eine Single, deren Auflage von 1.500 Exemplaren sich in den ersten drei Wochen nur zur Hälfte verkauft. Eine zweite Single folgt mit mehr Erfolg und Beck macht eine Tour mit vier Stationen durch Japan. Erneut soll ein Auftritt beim Grateful-Sound-Festival folgen, doch da der mächtige Plattenboss Ran gegen die Band intrigiert, fällt der Auftritt aus.
Eddie, der Lead-Gitarrist von Dying Breed und der beste Freund Ryusukes wird ermordet, woraufhin Ryusuke in tiefe Depressionen verfällt. Er fährt in die Vereinigten Staaten und trifft dort auf den bekannten Musikermanager Leon Sykes, der Ryusuke bereits mehrmals mit Mord gedroht hat, da Ryusuke weiß, dass Sykes mit dem Tod einer bekannten Soulsängerin in Verbindung steht. Als Koyuki neunzehn Jahre alt ist, geht Maho für vier Jahre an ein College nach Großbritannien. Obwohl die beiden sich zunächst mehrmals täglich E-Mails schreiben, wird der Kontakt durch die Fernbeziehung immer weniger.
Der renommierte US-amerikanische Regisseur Jim Walsh beschließt spontan, kostenlos ein Musikvideo für Beck zu drehen. Das Video erregt Aufmerksamkeit und bringt ihnen – wie auch die Veröffentlichung eines Albums – Erfolg, was Ran jedoch dazu bringt, wieder stärker gegen Beck vorzugehen. Durch eine Intrige Rans zerstreitet sich die Band mit Koyuki. Alle bis auf Chiba söhnen sich wieder mit ihm aus. Die Band bleibt zwar bestehen, doch die Stimmung ist angespannt. Eine erfolgreiche Tour durch Japan und eine anschließende mit vier Stationen in Großbritannien, gemeinsam mit der Band Room 13, folgen.

## Veröffentlichungen
Beck erscheint in Japan von 1999 bis 2008 in Einzelkapiteln im Manga-Magazin Gekkan Magazine, in dem unter anderem auch Masahito Sodas capeta und Yoshito Yamaharas Ryūroden veröffentlicht werden. Diese Einzelkapitel fasste der Kodansha-Verlag auch in 33 Sammelbände zusammen. Diese Bücher verkauften sich über zwölf Millionen Mal.
Der Manga wird ins Englische und Französische übersetzt. Auf Deutsch veröffentlichte Tokyopop 17 Bände der Serie von Dezember 2004 bis Dezember 2008 in zweimonatlichen Abständen, seit der Veröffentlichung des zwölften Bandes im Oktober 2006 in einem viermonatigen Abstand. In der deutschen Fassung lagen der Erstauflage des vierten, sechsten sowie achten Bandes je eine Musik-CD bei, die sechs, fünf beziehungsweise vier Songs japanischer Rock-Bands enthielten. Die deutschsprachige Ausgabe ist für Tokyopop unzureichend erfolgreich. Verlagsleiter Jo Kaps bezeichnete die Verkaufszahlen als „unterirdisch“. Die Veröffentlichung wurde 2009 eingestellt, da der japanische Verlag die Zusammenarbeit mit Tokyopop beendet hat.

## Anime
Das Animationsstudio Madhouse produzierte auf Basis der ersten zwölf Bände der Manga-Serie eine 26-teilige Anime-Serie namens Beck: Mongolian Chop Squad, die vom 6. Oktober 2004 bis zum 30. März 2005 auf dem japanischen Fernsehsender TV Tokyo ausgestrahlt wurde. Osamu Kobayashi fungierte als Regisseur (assistiert von Mitsuyuki Masuhara), Drehbuchautor und gemeinsam mit Motonobu Hori auch als Character Designer. Das Titellied, Hit in the USA, stammt von der Band Beat Crusaders.

## Hintergründe
In der Manga-Serie werden oft Anspielungen auf wirklich existierende Figuren gemacht. Beispielsweise ist die Figur des Jim Walsh, der einen Dokumentarfilm über die fiktive Rockband Dying Breed dreht, dem US-amerikanischen Independentfilmemacher Jim Jarmusch nachempfunden. Auf den Titelseiten der Einzelkapitel finden sich Parodien bekannter Musikalben.

## Auszeichnungen
Harold Sakuishi gewann für die Manga-Serie 2002 den Kōdansha-Manga-Preis in der Kategorie Shōnen. Im selben Jahr wurde Eiji Nonakas Cromartie High School in derselben Kategorie ausgezeichnet.